# Szembek
Szembek est un clan polonais principalement attaché la famille homonyme.

## Origine
Originaire du Tyrol, la famille s'appelait Schönbeck avant qu'elle ne polonise son nom vers 1566.

## Membres notables
- Krzysztof Antoni Szembek (pl) (1667-1748), évêque de Livonie (1711-1717), de Poznań (1717-1719), de Kujawski (1719-1739) puis archevêque de Gniezno  et primat de Pologne.
- Krzysztof Andrzej Jan Szembek (pl) (1680–1740), évêque de Warmie (1724-1740).
- Franciszek Szembek (pl) (+1693), il fut notamment castellan de Cracovie (1685), Sanok et kamienieck et staroste de Biecz (1667-1681).
- Franciszek Aleksander Szembek (pl), castellan de Wiślica  (1704), burgrave de Cracovie (1690-1701).
- Franciszek Jakub Szembek (pl) (+1765), voïvode de Livonie (Województwo inflanckie) (1737-1765), staroste de Brześć Kujawski (1735-1736) et de Tolkmicko. Récipiendaire de l'ordre de l'Aigle blanc.
- Krzysztof Andrzej Jan Szembek (pl)
- comte Jan Szembek (pl) (+1731), référendaire puis grand-chancelier de la Couronne et maréchal du Sejm (président de la Chambre basse) de la république des Deux Nations.
- comte Piotr Szembek (1788-1866), général polonais.
- Jerzy Józef Szembek (pl) (1851-1905), évêque de Płock, archevêque de Mohylew et administrateur apostolique du diocèse de Minsk.
- comte Jan Szembek (1881-1945), diplomate polonais.